# Rouské
Rouské (in tedesco Rauske) è un comune della Repubblica Ceca facente parte del distretto di Přerov, nella regione di Olomouc.